# Orius
Orius is een geslacht van wantsen uit de familie bloemwantsen (Anthocoridae). Het geslacht werd voor het eerst wetenschappelijk beschreven door Wolff in 1811.

## Soorten
Het genus bevat de volgende soorten:

- Orius alcides Herring, 1966
- Orius amnesius Ghauri, 1980
- Orius armatus Gross, 1954
- Orius candiope Herring, 1966
- Orius chadwicki Woodward & Postle, 1986
- Orius championi Herring, 1966
- Orius conchaconus Ghauri, 1972
- Orius dendrophilus Postle, Steiner & Goodwin, 2001
- Orius diespeter Herring, 1966
- Orius euryale Herring, 1966
- Orius flaviceps (Poppius, 1909)
- Orius florentiae Herring, 1966
- Orius fuscus (Reuter, 1884)
- Orius gracilis Postle, Steiner & Goodwin, 2001
- Orius harpocrates Herring, 1966
- Orius heterorioides Woodward & Postle, 1986
- Orius ianthe (Distant, 1910)
- Orius insidiosus (Say, 1832)
- Orius ixionides Herring, 1966
- Orius jasiones Herring, 1966
- Orius lesliae Herring, 1966
- Orius minutus (Linnaeus, 1758)
- Orius niger (Wolff, 1811)
- Orius pallidus (Poppius, 1909)
- Orius pele Herring, 1966
- Orius persequens (White, 1877)
- Orius pumilio (Champion, 1900)
- Orius sublaevis (Poppius, 1909)
- Orius thyestes Herring, 1966
- Orius tristicolor (White, 1879)

Subgenus Dimorphella Reuter, 1884
- Orius agilis (Flor, 1860)
- Orius albidipennis (Reuter, 1884)
- Orius canariensis Wagner, 1952
- Orius dravidiensis Muraleedharan, 1977
- Orius indicus (Reuter, 1884)
- Orius latibasis Ghauri, 1972
- Orius maxidentex Ghauri, 1972
- Orius neimongolanus Bu & L.Y. Zheng, 2001
- Orius sibiricus Wagner, 1952
- Orius tantillus (Motschulsky, 1863)

Subgenus Heterorius Wagner, 1952
- Orius bulgaconus Ghauri, 1972
- Orius chinensis Bu & L.Y. Zheng, 2001
- Orius gladiatus Zheng, 1982
- Orius horvathi (Reuter, 1884)
- Orius laticollis (Reuter, 1884)
- Orius majusculus (Reuter, 1879)
- Orius minutus (Linnaeus, 1758)
- Orius nagaii Yasunaga, 1993
- Orius sauteri (Poppius, 1909)
- Orius similis Zheng, 1982
- Orius strigicollis (Poppius, 1915)
- Orius vicinus (Ribaut, 1923)

Subgenus Microtrachelia Blöte, 1929
- Orius retamae (Noualhier, 1893)

Subgenus Orius Wolff, 1811
- Orius bifilarus Ghauri, 1972
- Orius ekaii Yasunaga, Yamada & Duwal, 2019
- Orius flagellum Linnavuori, 1968
- Orius laevigatus (Fieber, 1860)
- Orius limbatus Wagner, 1952
- Orius lindbergi Wagner, 1952
- Orius luridoides Ghauri, 1972
- Orius niger (Wolff, 1811)
- Orius nigromaritus Yasunaga, Yamada & Duwal, 2019
- Orius pallidicornis (Reuter, 1884)
- Orius perpunctatus (Reuter, 1884)
- Orius piceicollis (Lindberg, 1936)
- Orius shyamavarna Muraleedharan & Ananthakrishnan, 1974
- Orius takaii Yasunaga, 2000
- Orius tristicolor (White, 1879)
- Orius trivandrensis Muraleedharan & Ananthakrishnan, 1974

Subgenus Trichorius Yasunaga, 1997
- Orius atratus Yasunaga, 1997

Subgenus Xylorius Yasunaga, 1997
- Orius miyamotoi Yasunaga, 1997
- Orius paveli Yasunaga, Yamada & Duwal, 2019